# CACI
CACI International Inc. (NYSE: CACI) er en amerikansk multinational it-konsulentvirksomhed. CACI servicerer flere brancher her i blandt USA's styre og USA's forsvar.
CACI har ca. 23.000 ansatte på verdensplan.